# Pumori
A Pumori vagy Pumo Ri (nepáli nyelven: पुमोरि, kínai nyelven: 普莫里峰) egy 7161 méter magas hegy a Himalája Mahalangur-Himalája hegyvonulatában, a nepáli-kínai határon. A Pumori mindössze nyolc kilométerre nyugatra fekszik a világ legmagasabb hegycsúcsától, Mount Everesttől. A hegy nevét George Mallory hegymászótól kapta, melynek jelentése serpa nyelven „a leány hegy”. A „Pumo” fiatal lányt, a „Ri” pedig hegyet jelent a serpa nyelvben. A hegyet a hegymászók az Everest lányaként, Kristályhegyként vagy – Mallory lánya után – Clare-hegyként is nevezik.
A Pumori kedvelt hegymászócélpont az Everest-régióban, mivel csúcsáról kitűnő kilátás nyílik a Mount Everestre, Tibetre és a környező hegyláncokra. A hegyet először egy német-svájci expedíció mászta meg 1962. május 17-én, melynek során Gerhard Lenser, Ueli Hürlemann és Ernst Forrer jutott fel a csúcsra. A hegyre vezető legkönnyebb útvonal nem minősül különösen technikásnak, azonban a jelentős lavinaveszély miatt már számos tragédia történt a mászási kísérletek során.

## A hegy fekvése
A Pumori Nepál 1. számú tartományában, a Solukhumbu körzetben található; 7161 méter magas csúcsa a nepáli-kínai határon fekszik. A hegy a Himalája hegység Mahalangur-Himalája hegyvonulatának részét képezi. Északról a Pumori-gleccser, délkeletről a Khumbu-gleccser, keletről a Khumbu-jégesés határolja. A szomszédos Lingtrennel egy 6126 méter magasságban húzódó nyereg köti össze. Déli kiszögellése, az 5643 méter magas Kála Patthar igen népszerű a túrázók körében, mivel közel fekszik Górak Sép településhez, külön mászóengedély nélkül látogatható és látványos kilátás nyílik róla az Everestre, a Nupcsére, a Csangcére és a Lhoce északi szárnyára. A hegy lábánál, a Khumbu-gleccseren, 5364 méter magasságon található a Mount Everest alaptábor.

## A Pumori első megmászása
A Pumori megmászása hosszú időn keresztül nem szerepelt célkitűzésként a régióba szervezett expedíciók terveiben, a korábbi vállalkozások figyelmét az Everest meghódítása kötötte le. Bár 1921-ben George Mallory, 1950-ben Bill Tilman és Charlie Houston, majd 1951-ben Eric Shipton és Edmund Hillary feljutott a Pumori hegyoldalába, azonban céljuk nem a hegy meghódítása, hanem az Everestre vezető lehetséges útvonal feltérképezése volt. Shipton és Hillary egészen 6100 méter magasságig jutott a Pumori gerincén, ahonnan tiszta kilátás nyílt a Khumbu-jégesésre, a Nyugati-völgykatlanra és a felette magasodó jéggel borított sziklafalra, valamint az Everest déli nyergére. A komoly lavinaveszély miatt a Pumori csúcsára való feljutást lehetetlennek tartották.

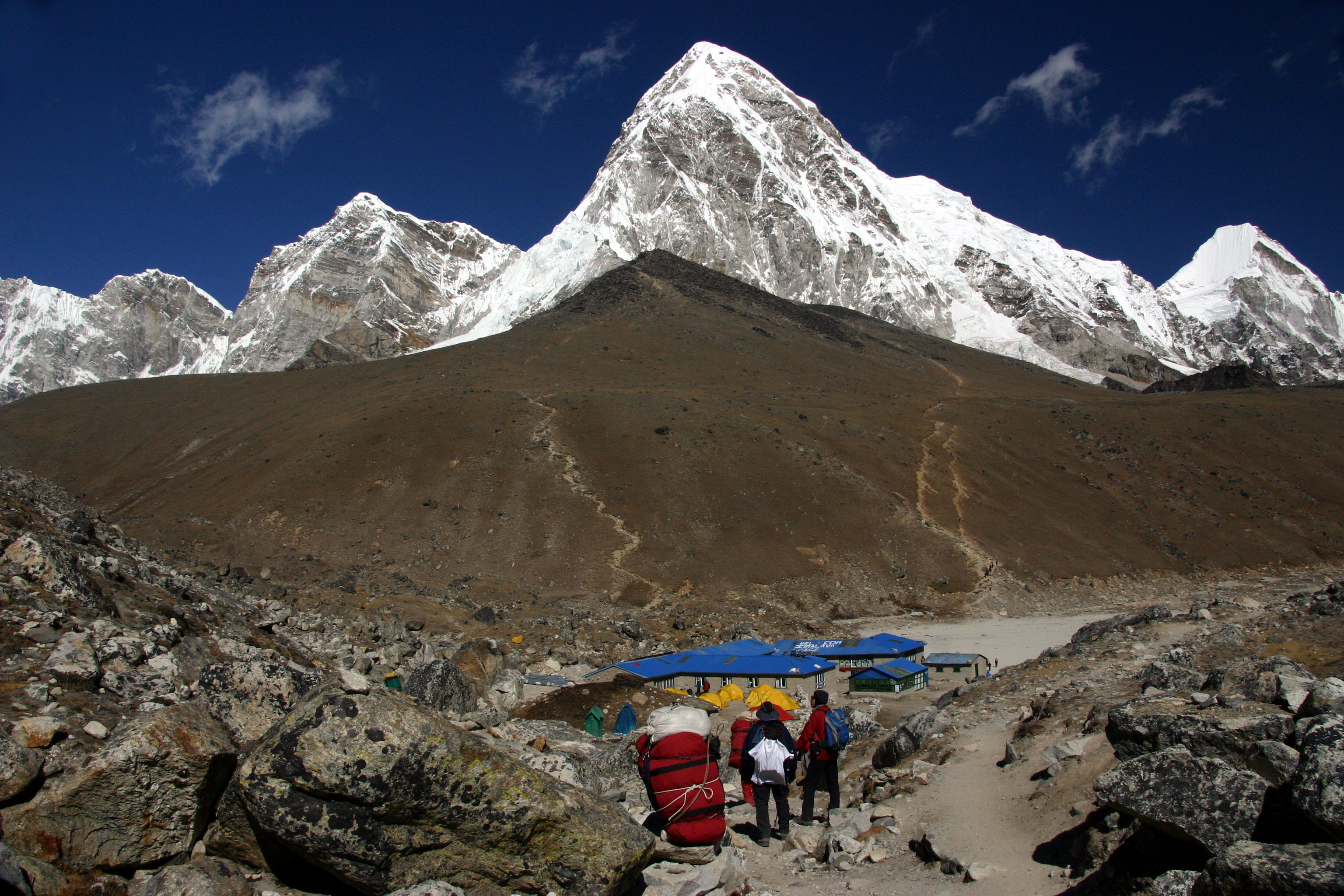
Górak Sép, Kála Patthar és a Pumori

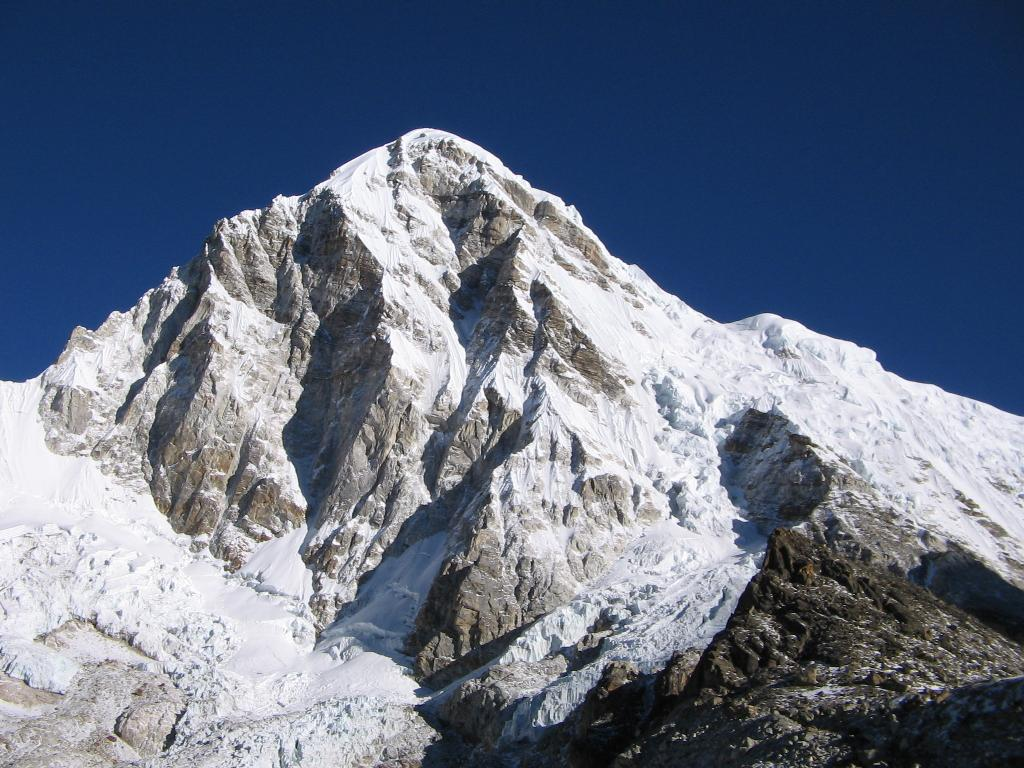
A Pumori csúcsa az alaptáborból

1962-ben Gerhard Lenser német hegymászó vezetésével egy német-svájci expedíció indult az Everest-térségbe kifejezetten azzal a céllal, hogy a Pumori csúcsára feljussanak. Az expedíció további tagjai Ueli Hürlemann, Ernst Forrer és Hans Rutzel voltak, akikhez Nyima Tenzing és Nyima Dordzse serpák csatlakoztak. A csapat az alaptábort 1962. április 4-én állította fel Górak Sép település és a Pumori-gleccser közötti mélyedésben, 5486 méter magasságon.
Az első hét pihenéssel és akklimatizálódással telt, majd április 12-én megkezdték a felderítő túrákat, hogy megfelelő utat találjanak a hegy csúcsa felé. Miután a nyugati szárny felől a lavinaveszély miatt nem tudtak biztonságosan továbbhaladni, ezért Lenser úgy döntött, hogy az I. tábort a keleti sziklacsúcs legközelebbi részén alakítják ki, és onnan tesznek újabb kísérletet, hogy utat találjanak a hegyre. A korábbi szép időjárás helyét átvették a folyamatos jégesők és hóviharok, amelyek jelentősen megnehezítették az előrejutást. A táborból előbb Lenser és két serpa, majd Forrer és Rutzel kísérelt meg feljebb jutni. Egészen a délkeleti fal aljáig sikerült kiépíteni a biztonsági köteleket és eljutottak egy függőleges kürtőhöz, amely azonban megállította őket. Több sikertelen kísérletet követően végül Forrer átjutott a kürtőn és egy kiálló, szószékszerű helyen sikerült a jégből egy vízszintes helyet kialakítania, ahol egy kisebb sátrat fel tudtak állítani. Ez a hely lett a II. tábor. Eközben Hürlemann, aki akklimatizálódási nehézségei miatt az alaptáborban maradt, a serpákkal elkezdte az utánpótlást felszállítani az I. táborba.
Lenser és Forrer április 23-án megkezdték a déli fal első részének megmászását, majd május 3-án este sikerült elérniük a Pumori és a Lingtren között húzódó 6126 méter magas nyerget, melyet Lenser a „Csalódottak hágójának” nevezett el. A nyereg felett, 6220 méteren alakították ki a III. számú tábort. A fényképek és térképek alapján az északkeleti gerincet egy szilárd, könnyen mászható útvonalnak vélték, azonban a néhány sikertelen próbálkozást követően kénytelenek voltak visszafordulni a folyamatos hóvihar és lavinaveszély miatt, majd május 13-án visszatértek az alaptáborba.
Lenser és Forrer május 13-án visszatért a hágón lévő III. táborba. Ez idő alatt Hürlemann és Rutzel még két kísérletet tettek, hogy feljussanak az északkeleti gerincen, azonban ők is kénytelenek voltak visszafordulni. Lenser úgy döntött, hogy a III. táborban maradnak, amíg az időjárás javul vagy a készleteik elfogynak. A terv szerint további állandó tábor építése nélkül, minden szükséges felszerelést – egy kis sátrat és ötnapi ellátmányt – magukkal szállítva kísérelnek meg feljutni a csúcshoz vezető falon. Két nappal később az időjárás végre kedvező volt az induláshoz és Hürlemannal kiegészülve elhagyták a III-as tábort. Ez alkalommal sikerült átjutniuk a gerinc eddig áthatolhatatlannak hitt szakaszán, és az északkeleti gerinc közepén egy egyenes párkányon felállították apró sátrukat. A következő napon egy magas jégtornyot megkerülve a jeges északi falon, 6650 méter magasságban felállították az utolsó táborhelyet, melyet Hürlemann „Pumori Hospiz”-nak nevezett el. Reggel a csúcsra vezető út már nem okozott különösebb nehézségeket. Az erős, száraz tibeti szél a rossz időjárási időszak összes laza havát elhordta, és a nap jól mászható felületté változtatta a meredek, nagyjából 500 méteres falat. 1962. május 17-én, nem sokkal 11 óra után Lenser, Forrer és Hürlemann feljutott a Pumori csúcsára.

## A hegy további meghatározó megmászásai

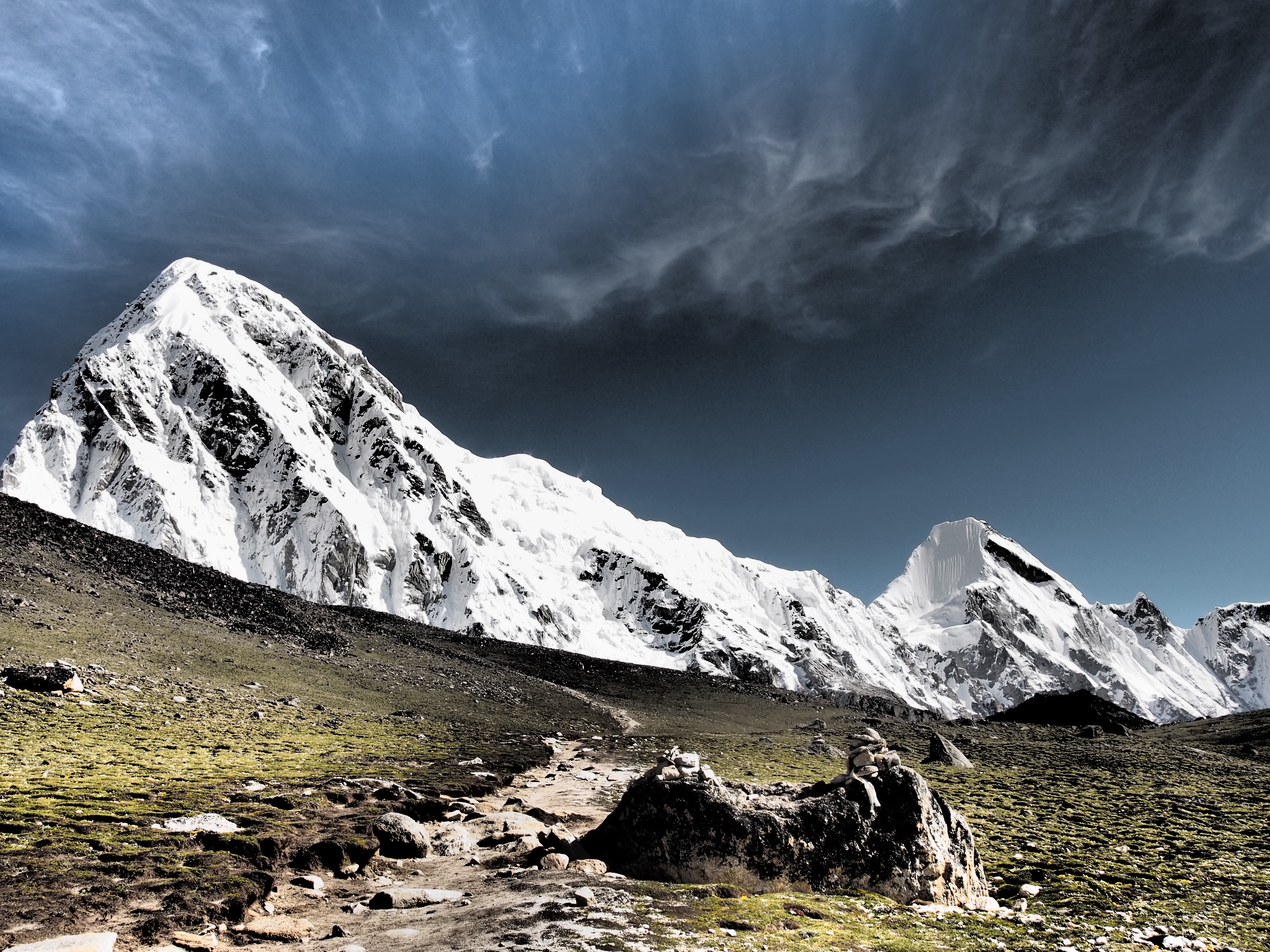
A Pumori (balra) és a Lingtren (jobbra)

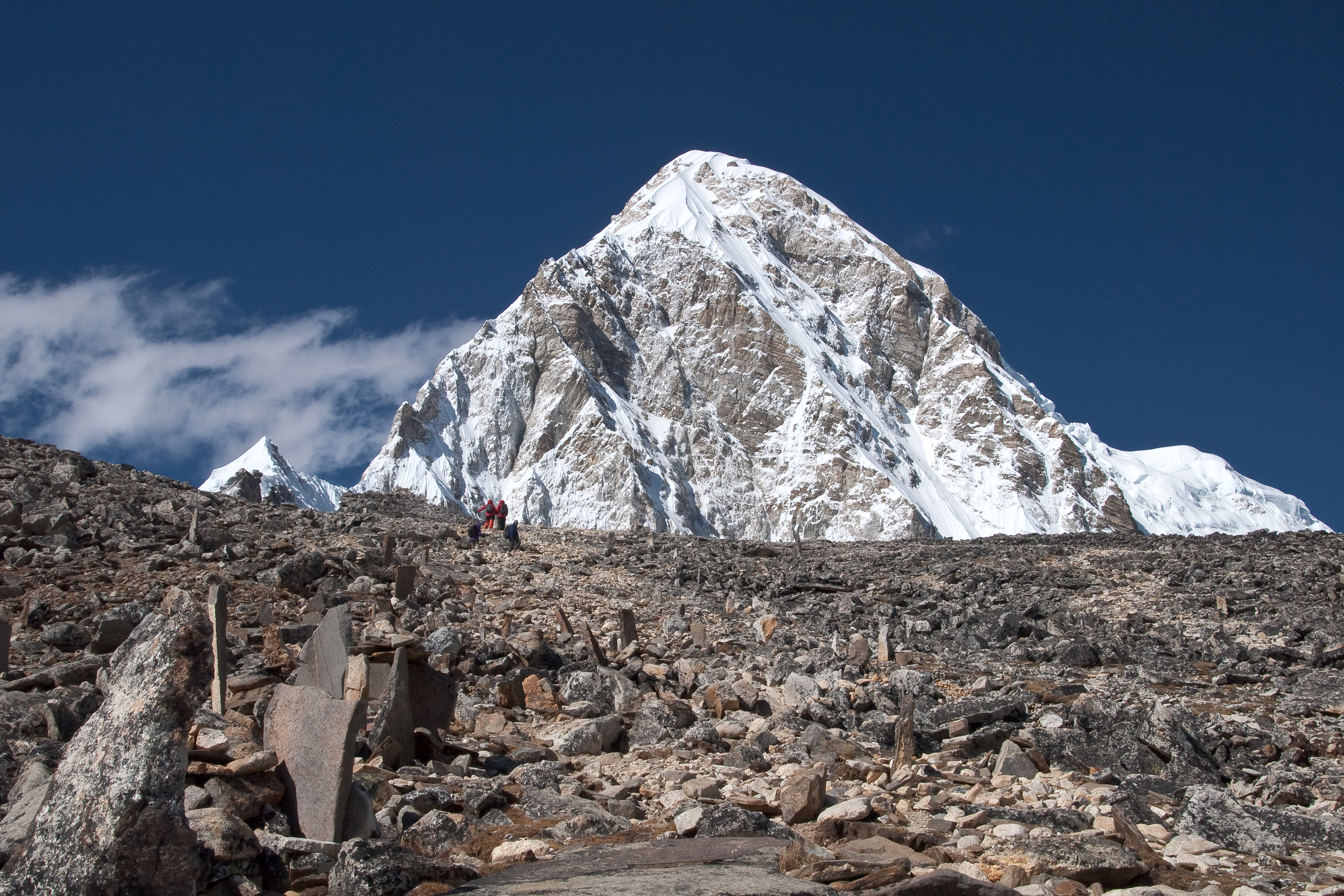
A Pumori az előtérben a Kála Pattharral

A Pumori csúcsát eddig hét különböző útvonalvariáción keresztül sikerült megmászni. Lenserék 1962-es, a délkeleti és északkeleti gerincen keresztül vezető útvonalát, amely az összes útvonal közül a leghosszabb, azóta nem ismételték meg. A hegy csúcsát leggyakrabban a délkeleti gerincen keresztül vezető útvonalakon, leginkább az 1973-as japán expedíció útvonalán sikerült elérni.
Tíz évvel Lenserék sikerét követően, 1972 őszén a francia Nemzeti sí- és hegymászóiskola oktatóinak hétfős csoportja érkezett Nepálba azzal a céllal, hogy a Pumorit egy új útvonalon, a déli falon keresztül hódítsa meg. A csapat három tábor létesítésével jutott fel a 6550 méter magasságban felállított táborhelyre, ahonnan a csúcstámadást megkísérelték. Az Yves Pollet-Villard expedícióvezető, Yvon Masino, Georges Payot és Jean Coudray alkotta első csapat november 3-án 12 órakor feljutott a Pumori csúcsára. Másnap, november 4-én a Pierre Blanc, Maurice Gicquel, Raymond Renaud és Ang Temba szirdár alkotta második csapat is – kedvező időjárási viszonyok mellett – ugyanazon az útvonalon felért a csúcsra.
A következő évben, 1973-ban a japán Tohan Klub hegymászócsapata, Sigejuki Nakamura vezetésével egy új útvonalon, a délnyugati gerincen keresztül mászta meg a hegyet. A három hétig tartó nehéz mászás során közel 1400 méter rögzített kötélvonalat és három magaslati tábort építettek ki. Április 30-án Nabuo Simosaka és Tatszudzsi Sigeno, a csúcstámadásra kiválasztott hegymászók 7056 méteren bivakolva töltötték az éjszakát, majd másnap, május 1-én reggel elérték a csúcsot.
1974. október 13-án a Hirosi Fudzsita által vezetett, az Unpo Alpinista Klub által szervezett japán expedíció keretében Minoru Takagi és Nobujaki Kaneko hegymászóknak sikerült a nyugati falon keresztül megmászni a Pumori csúcsát.
Az első női hegymászó, aki feljutott a csúcsra Claudine Lescure volt, aki az 1975-ös francia expedíció tagjaként az északnyugati gerincet mászta meg.
1982. január 6-án az Everest Grand Circle expedíció tagjai, Ned Gillette, Jan Reynolds és Jim Bridwell egy új útvonalon, a téli időszakban mászták meg a Pumori csúcsát. Elsőként jutottak fel télen a hegyre.
A Pumori csúcsát elsőként Jeff Lowe érte el szólóban, 1983. december 18-án a déli falon keresztül. Lowe társával, Earl Wiggins-szel akart a déli falon feljutni, alpesi stílusban. Wigginsnél azonban az alaptáborban életveszélyes tüdő- és agyödéma alakult ki, mely miatt vissza kellett térnie egy alacsonyabb magasságon lévő lakott településre. Ezt követően Lowe úgy döntött, hogy egyedül kísérli meg a mászást. A mászás során sátor nélkül, a szabad ég alatt hálózsákban bivakolva vészelte át az éjszakákat.
1986. december 3-án egy japán expedíció új útvonalon mászta meg a Pumori keleti falát. Hirosi Aota és Josiki Sasahara gyors, alpesi stílusú mászással három nap alatt jutott a csúcsra. A japán expedícióval egyidőben Todd Bibler az ún. „Katalán útvonalon” 1986. december 5-én szólóban ért fel hegytetőre.
Egy iráni expedíció három női hegymászója, Leila Bahrami, Mitra Nazari és Farhondeh, Chesmah Ghsabani és három serpa társaságában 2002. október 20-án a délkeleti falon és a keleti gerincen keresztül jutott fel a csúcsra. Ők voltak az első iráni női hegymászók, akik bármilyen expedícióban részt vettek a Himalájában. A serpák kétszer is leállították az útvonal megnyitását a csapat előtt, mivel nem számítottak arra, hogy a nők megbirkóznak a nehézségekkel. A női hegymászók azonban ragaszkodtak hozzá, hogy folytassák a közel függőleges szakaszon a mászást és egy tízórás csúcstámadással feljutottak a csúcsra.

## Tragédiák a Pumorin

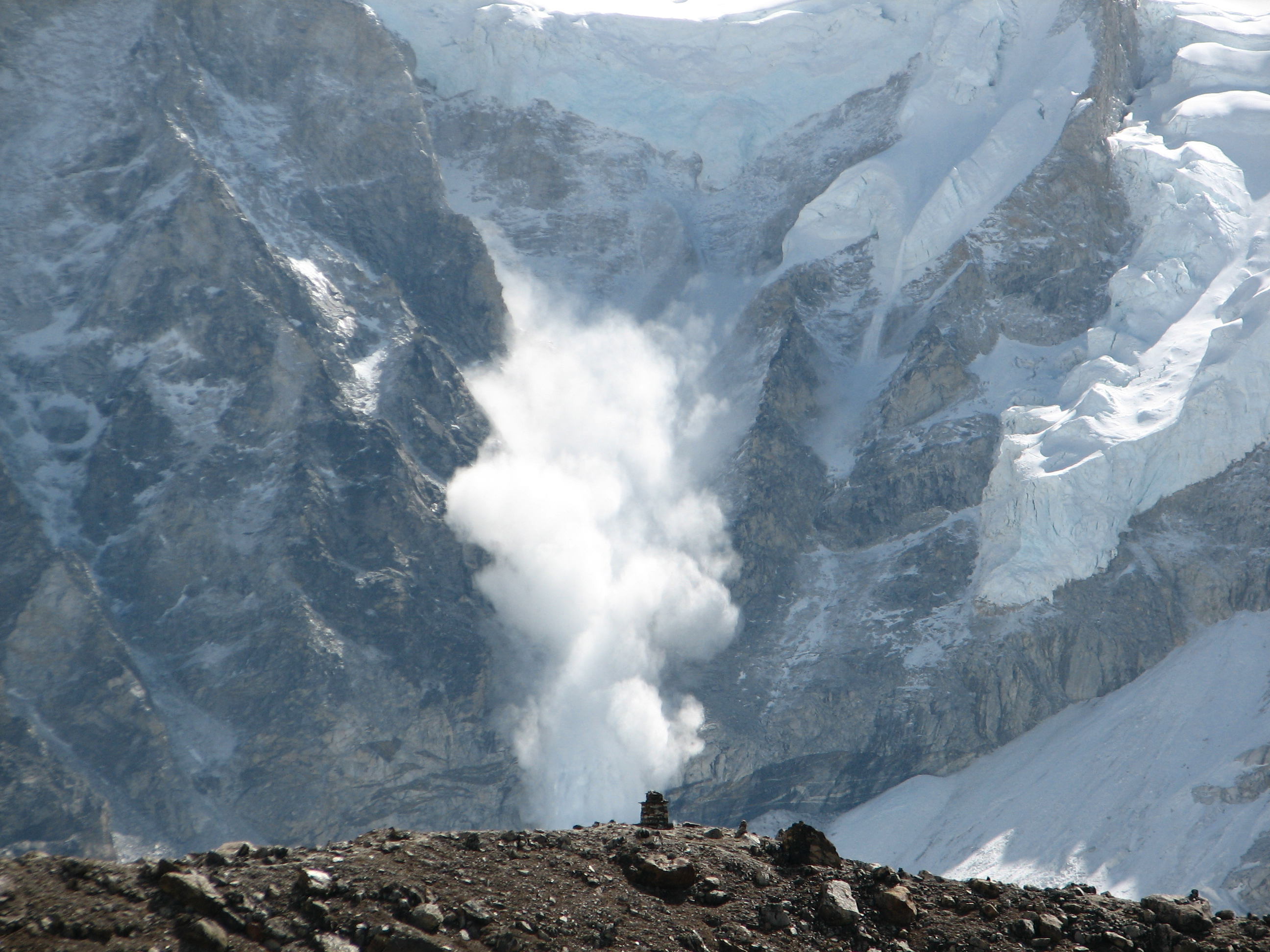
Lavina az Everesten

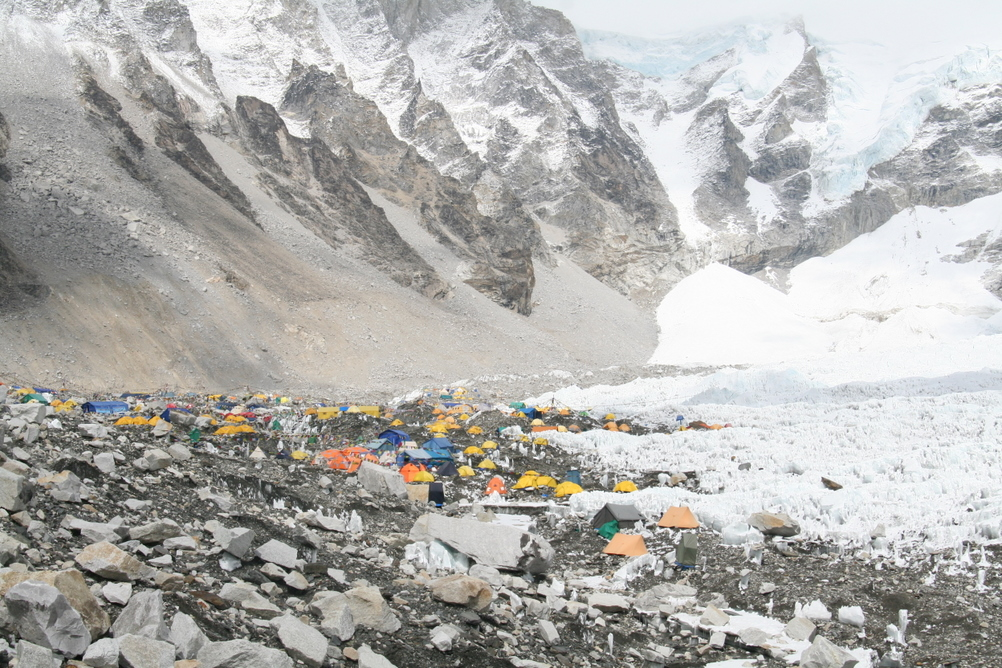
Az Everest alaptábor

A Pumori kedvelt hegymászócélpont, azonban a mászást jelentősen megnehezíti a folyamatos lavinaveszély. A hegy meghódításának története során számos, halálesettel végződő tragédia történt. Jól mutatja a hegy veszélyeit, hogy a 2005-ös adatok szerint 472 ember mászta meg a Pumorit, és ennek során 42-en haltak meg (13-an a csúcsra jutás után).
1988. október 18-án két, huszonhét éves izlandi hegymászó, Kristin Rúnarsson és Þorstein Guðjónsson hunyt el a hegyen. Társuk, Stephen Aistrope az alaptáborból 6700 méter magasságban még látta őket, majd eltűntek a látóteréből. Mivel nem adtak életjelet magukról, helikopteres kutatást szerveztek megtalálásukra, azonban sem a hegymászókat, sem felszerelésüket nem találták meg. Harminc évvel később, 2018-ban egy amerikai hegymászó talált rá holttestükre, melyeket igazolványaik alapján sikerült azonosítani.
1989-ben négy spanyol hegymászót sodort el a lavina a Pumori lejtőin, egyikük sem élte túl a balesetet. 2001. szeptember 27-én egy új spanyol hegymászócsapat érkezett, a szezonhoz képest kissé megkésve. Kora reggel indultak el a 6200 méteren létesített táborból. Nem sokkal később egy hatalmas lavina söpört végig a Pumori lejtőin. A csapat alaptáborban maradt tagjai helikopteres mentést szerveztek. Az első légi megfigyelés megerősítette a lavina kiterjedését, majd két hálózsákot láttak a jégtörmelék között. Spanyolországból mentőcsapat indult a térségbe, azonban a holttestek felkutatására tett erőfeszítések a rendkívüli lavinaveszély miatt nem jártak sikerrel, sőt egy másik lavina két hegyimentőt is maga alá temetett.
2022. október 19-én öt huszonéves baszk alpinista, Iñaki Aiertza, Javier Arkauz, Benat Arrue, Aritz Artieda és César Nieto lelte halálát a Pumori lejtőin, amikor felettük tornyosuló gleccseroszlop leomlott és a kialakuló lavina 600-800 méteren át sodorta őket a falon lefelé.
2015. április 25-én délután 7,8-as erősségű földrengés rázta meg Nepált és a környező országokat. A Mount Everest az epicentrumtól mintegy 220 kilométerre keletre található, és a földrengés idején 700-1000 ember tartózkodott a hegyen vagy annak közelében, köztük 359 hegymászó az alaptáborban. A földrengés több nagy lavinát váltott ki a hegyen és annak környékén. Az egyik lavina, amely a közeli Pumori csúcsáról indult, végigsöpört az alaptáboron, és számos sátrat sodort át a Khumbu-gleccseren. Az indiai hadsereg hegymászó csapata 19 hegymászó holttestét találta meg a déli alaptáborban, és legalább 61 sérültet mentett ki a hegyről. A Nepáli Hegymászó Szövetség április 28-i jelentése 19 halálos áldozatot sorolt fel, akik közül 10 nepáli serpa, öt pedig külföldi hegymászó volt. Négyet nem azonosítottak név szerint. Az öt hegymászó két amerikai, egy kínai, egy ausztrál és egy japán volt. Április 27-én a National Geographic 24 halálesetről számolt be. A tragédia ezzel a Mount Everest régió legtöbb halálos áldozattal járó szerencsétlenségének számít. 